# 名誉住職
名誉住職（めいよじゅうしょく）とは、仏教の住持職を引退した僧侶の称号。名誉称号の一種。上位の称号に名誉門主、名誉貫主、名誉主管がある（本項で解説）。

## 名誉門主
名誉門主とは、門跡寺院の住持職たる門主の座を退いた人に贈られる名誉称号である。旧皇族で、明仁上皇の叔父にあたる東伏見慈洽(旧名:邦英王)が2004年（平成16年）、天台宗の門跡寺院で京都・青蓮院の門主の座を退き、子の東伏見慈晃に譲った際、贈られたことでも知られる。
この他、同じく京都市にある浄土宗の総本山知恩院も門跡寺院であり、元門主で2008年に死去した中村康隆も名誉門主(名誉門跡)の称号を贈られていたほか、天台宗の妙法院元門跡で2010年に死去した大久保良順も同院名誉門主であった。

## 名誉貫主
また、引退した僧侶に贈られる高位の名誉称号として名誉貫主があり、長野県の天台宗寺院、善光寺ではこれまでに同寺の大勧進貫主を務めた半田孝海や、都築玄妙などに大貫進名誉貫主の称号が贈られている。

## 名誉主管
また、無宗派の仏教寺院等では名誉主管を置く場合がある。慶應義塾大学予科講師・教授、慶應義塾大学仏教青年会顧問、日本放送協会ラジオ講師、大正大学講師等を歴任した後、全日本仏教会を創設した神田寺名誉主管 友松円諦が著名である。名誉主幹とは異なる。

## 名誉住職
名誉住職とは、上記のような住持職に特別の呼称をもってあてる寺院以外の寺社の住持職を引退した者に贈られる称号である。具体的には岩手県二戸市の天台寺の名誉住職を務める作家の瀬戸内寂聴が著名である。一般には名誉職すなわち名目上の地位であるが勇退後も寺社の行事に関わることも多い。

### 文献資料
- 文化庁編『宗教年鑑 昭和48年版』（文化庁、1973年）

### 報道資料
- 『朝日新聞』2004年2月6日朝刊
- 『朝日新聞』2008年6月12日朝刊
- 『朝日新聞』2014年1月3日朝刊
- 『毎日新聞』1974年9月18日東京夕刊
- 『毎日新聞』2014年1月10日東京夕刊
- 『毎日新聞』2016年10月31日地方版/京都
- 『読売新聞』1988年10月4日東京朝刊
- 『読売新聞』1988年10月16日東京朝刊
- 『読売新聞』2010年11月1日東京朝刊
- 『読売新聞』2016年5月7日東京朝刊岩手版